# 讷河市
讷河市是黑龙江省齐齐哈尔市下辖的一个县级市。市人民政府驻通江街道。

## 地名
“讷河”一名来源于流入辖区内嫩江的讷谟尔河。

## 历史
清宣统二年(1910年)改设为讷河直隶厅，1913年置县，1992年撤县设市。2008年，撤销讷河市所辖的讷河镇，改设通江、雨亭两个街道办事处。同时，对部分行政区划作相应调整。

## 人口
根据第七次人口普查数据，截至2020年11月1日零时，讷河市常住人口为436906人。

## 行政区划
讷河市下辖2个街道办事处、11个镇、3个乡、1个民族乡：
雨亭街道、通江街道、拉哈镇、二克浅镇、学田镇、龙河镇、讷南镇、六合镇、长发镇、通南镇、同义镇、九井镇、老莱镇、孔国乡、和盛乡、同心乡、兴旺鄂温克族乡、龙河镇保安林场、龙河镇茂山林场、龙河镇国庆林场、学田镇富源林场、老莱镇宽余林场、新江林场、一良苗圃、黑龙江省老莱农场、六合镇黎明奶牛场、孔国乡进化种猪场、二克浅镇二里种畜场、龙河镇青色草原种畜场、第一良种场、第二良种场、第三良种场和第四良种场。

## 特产
讷河甜菜、讷河马铃薯：中国地理标志产品。